# Schwarzschild (månkrater)
För andra betydelser, se Schwarzschild.
Schwarzschild är en nedslagskrater på månens baksida. Schwarzschild har fått sitt namn efter den tyske astronomen Karl Schwarzschild.

## Satellitkratrar
| Schwarzschild | Latitud | Longitud | Diameter |
| ------------- | ------- | -------- | -------- |
| A             | 78.7° N | 124.0° Ö | 44.65 km |
| D             | 71.9° N | 132.4° Ö | 21.89 km |
| K             | 67.5° N | 125.0° Ö | 40.97 km |
| L             | 69.3° N | 122.1° Ö | 45.38 km |
| Q             | 66.3° N | 108.9° Ö | 17.52 km |
| S             | 67.8° N | 104.7° Ö | 16.78 km |
| T             | 69.9° N | 107.7° Ö | 15.61 km |